# Emily Howland
Emily Howland (20 de noviembre de 1827 - 29 de junio de 1929) fue una filántropa abolicionista y educadora estadounidense. Especialmente conocida por sus actividades e interés en la educación de los afroamericanos, fue también una firme defensora de los derechos de la mujer y del movimiento contra la temperancia. Howland financió personalmente la educación de muchos estudiantes negros y contribuyó a instituciones como el Instituto Tuskegee.

## Primeros años y educación
Emily Howland nació en Sherwood, Condado de Cayuga, Nueva York, el 20 de noviembre de 1827. Fue hija de Slocum y Hannah Tallcot Howland, quienes fueron prominentes en la Sociedad de los Amigos. Su hermano, William Howland, sirvió en la 106.ª Legislatura del Estado de Nueva York. Fue educada en pequeñas escuelas privadas de la comunidad, y en la Margaret Robinson School, una escuela de los Amigos en Filadelfia, Pensilvania.

## Carrera
Abolicionista activa, Howland enseñó en la Normal School for Colored Girls (ahora Universidad del Distrito de Columbia) en Washington D. C., de 1857 a 1859. Durante la Guerra de Secesión trabajó en el asentamiento de refugiados de contrabando del Campamento Todd en Arlington, Virginia, enseñando a los esclavos liberados a leer y escribir, así como administrando a los enfermos durante un brote de viruela y finalmente sirviendo como directora del campamento durante 1864-1866.
A partir de 1867, fundó una comunidad para personas liberadas en Heathsville, Condado de Northumberland (Virginia), llamada Arcadia, en 400 acres comprados por su padre, que incluía una escuela para la educación de los hijos de los esclavos liberados, la Howland Chapel School. Continuó manteniendo un interés activo en la educación afroamericana, donando dinero y materiales, así como visitando y manteniendo correspondencia con los administradores de muchas escuelas. Al regresar a Sherwood NY después de la muerte de su padre en 1881, heredó 50.000 dólares (aproximadamente 2 millones de dólares en la actualidad) y dirigió la Sherwood Select School hasta 1926, cuando se convirtió en una escuela pública y fue rebautizada como la Escuela Primaria Emily Howland por el estado de Nueva York.
Howland también participó activamente en los movimientos por el sufragio femenino, la paz y la templanza y fue miembro de la Unión Cristiana de Mujeres por la Templanza. En 1858, comenzó a organizar conferencias y reuniones sobre los derechos de la mujer con Susan B. Anthony y Elizabeth Cady Stanton. En 1878, habló en el 30 aniversario de la convención de derechos de la mujer de Seneca Falls y en 1894 en la Legislatura del Estado de Nueva York. Cuando el movimiento por el sufragio se dividió en dos grupos, la Asociación Nacional pro Sufragio de la Mujer y la American Woman Suffrage Association, Howland no tomó partido, sino que asistió a las reuniones de ambos grupos. En 1903, tomó el té con la reina Victoria en un viaje a Londres para una reunión internacional sobre el sufragio. En 1904, habló ante el Congreso y asistió a los desfiles del sufragio de 1912 y 1913 en Nueva York. Se le atribuye el mérito de persuadir a Ezra Cornell de que, como cuáquero, debería hacer de la Universidad Cornell una institución coeducativa.
En 1926 recibió un título honorario de Doctor en Literatura de la Universidad Estatal de Nueva York, en Albany, siendo la primera mujer a la que esta institución confirió este honor. También fue la autora de un bosquejo histórico de la historia temprana de los cuáqueros en el Condado de Cayuga: Historical Sketch of Friends in Cayuga County.
Howland se convirtió en una de las primeras mujeres directoras de un banco nacional en los Estados Unidos, en el First National Bank of Aurora en Aurora, Nueva York, en 1890, sirviendo hasta su muerte, a la edad de 101 años.

## Legado
Sus trabajos están en varias universidades, incluyendo: Universidad Cornell, College Haverford, y College Swarthmore. El Museo Nacional de Arte y Cultura Afroamericana (Washington) y la Biblioteca del Congreso de Estados Unidos poseen conjuntamente un álbum de fotos que contiene familiares, amigos y colegas, así como imágenes de recuerdo de notables abolicionistas y personajes famosos durante las décadas de 1860 y 1870.